# Albrechtsberg an der Großen Krems
Albrechtsberg an der Großen Krems – gmina targowa w Austrii, w kraju związkowym Dolna Austria, w powiecie Krems-Land. Według Austriackiego Urzędu Statystycznego liczyła 1 064 mieszkańców (1 stycznia 2014).